# Heliconius fraterna
Heliconius fraterna är en fjärilsart som beskrevs av Friedrich Wilhelm Niepelt 1914. Heliconius fraterna ingår i släktet Heliconius och familjen praktfjärilar. Inga underarter finns listade i Catalogue of Life.